# Lodo Alfano
A Lodo Alfano ("Lei Alfano"), nomeada a partir do Ministro da Justiça Angelino Alfano de Silvio Berlusconi, foi uma lei italiana válida entre 2008 e 2009, concedendo imunidade aos quatro mais altos cargos políticos na Itália (em especial, o Presidente da República e o Primeiro-Ministro). Ela foi amplamente criticado como uma cópia da Lodo Schifani, declarado inconstitucional em 2004, já que ela foi exclusivamente destinada a parar os julgamentos envolvendo Silvio Berlusconi. 
A Lodo Alfano, foi declarada inconstitucional pelo Tribunal Constitucional italiano, em outubro de 2009.